# Jordan Peterson
Jordan Bernt Peterson (Alberta, 12 de juny de 1962) és un psicòleg clínic, crític cultural i professor de psicologia canadenc. Les seves principals àrees d'estudi són la psicologia anormal, social i de la personalitat, amb un interès particular per la psicologia de les creences religioses i ideològiques, i l'avaluació i millora de la personalitat i el rendiment laboral. Imparteix classes a la Universitat de Toronto.
Publicà el seu primer llibre, Maps of Meaning: The Architecture of Belief (Mapes de significat: l'arquitectura de la creença) el 1999 i està disponible de manera gratuïta al seu lloc web personal. El seu segon llibre, 12 Rules for Life: An Antidote to Chaos (12 regles per viure: un antídot contra el caos), va ser publicat el gener de 2018.
Té un canal de YouTube on publica els enregistraments de les seves classes, entre d'altres continguts. El 2016, Peterson va publicar una sèrie de vídeos en els quals criticava la correcció política i el projecte de llei C-16 del govern canadenc, que incorpora el tractament de l'expressió de gènere i la identitat de gènere en diferents lleis federals. Per aquests vídeos, va començar a rebre una important atenció mediàtica.

## Infantesa i joventut
Peterson va néixer el 12 de juny de 1962 i va créixer a Fairview, Alberta, un petit poble a al nord-oest d'Edmonton, al Canadà. És el més gran de tres germans. La seva mare, Beverley, era bibliotecària mentre que el seu pare, Walter Peterson, era mestre d'escola.
Quan tenia 13 anys, la bibliotecària de la seva escola, Sandy Notley, li va presentar les obres de George Orwell, Aldous Huxley, Aleksandr Soljenitsin i Ayn Rand, en els quals es va inspirar per formar les seves idees. Va treballar per al Nou Partit Democràtic (NDP) al llarg de la seva adolescència, però es va desil·lusionar amb el partit a causa que, segons les seves paraules, hi havia una preponderància de "intel·lectuals creguts, socialistes de classe mitjana, ben vestits" als que "no els agraden els pobres, sinó que tan sols odiaven els rics". Va abandonar el NDP als 18 anys.

## Educació
Peterson va estudiar ciències polítiques i literatura anglesa al Col·legi Regional Grande Prairie i també va assistir a la Universitat d'Alberta, on va obtenir un Batxillerat d'Arts el 1982. Una vegada conclosos els seus estudis, es va prendre un any lliure per viatjar per Europa. Allí va desenvolupar un interès pels orígens psicològics de la Guerra Freda, i particularment sobre els totalitarismes europeus del segle xx. Durant la seva estada a Europa no podia deixar de pensar i somiar sobre l'escalada de la cursa armamentista nuclear. Com a resultat d'això, va començar a preocupar-se i raonar sobre la capacitat de la humanitat per al mal i la destrucció, i va aprofundir el seu estudi de les obres de Carl Jung, Friedrich Nietzsche, Aleksandr Soljenitsin i Fiódor Dostoievski. A continuació va tornar a la Universitat d'Alberta on el 1984 es va llicenciar en psicologia. El 1985, es va mudar a Mont-real per assistir a la Universitat McGill. Va obtenir el seu doctorat en psicologia clínica sota la supervisió de Robert O. Pihl el 1991, i va romandre com a investigador postdoctoral al Douglas Hospital de McGill fins al juny de 1993, treballant amb Pihl i Maurici Dongier.

## Carrera professional
Entre 1993 i 1998, Peterson va viure a Arlington, Massachusetts, on va treballar com a professor i investigador al departament de psicologia de la Universitat Harvard. Durant el seu temps a Harvard, va estudiar la influència de l'abús de drogues i alcohol en l'augment del comportament agressiu de les persones i va supervisar un seguit de propostes de tesi poc convencionals. El juliol de 1998 va tornar al Canadà i va ocupar un lloc com a professor titular a la Universitat de Toronto.
Les seves àrees d'estudi i investigació abasten els camps de la psicofarmacologia, la psicologia anormal, la neuropsicologia, la psicologia clínica, la psicologia de la personalitat, la psicologia social, industrial i organitzacional, així també com la psicologia religiosa, ideològica, política i de la creativitat. Peterson és autor o coautor de més de cent treballs acadèmics. Té més de 20 anys de pràctica clínica, atenent a 20 pacients a la setmana, però el 2017 va decidir suspendre la pràctica clínica degut als seus nous projectes.
El 2004, una sèrie de televisió basada en el seu llibre Maps of Meaning: The Architecture of Belief es va emetre al canal TVOntario. També ha aparegut en altres programes d'aquest mateix canal com Big Ideas, i també com a convidat freqüent al programa The Agenda with Steve Paikin des de 2008.

## Obra

### Maps of Meaning: The Architecture of Belief
El 1999, l'editorial Routledge va publicar Maps of Meaning: The Architecture of Belief. El llibre, que Peterson va trigar 13 anys a completar, descriu una teoria exhaustiva de com les persones construeixen les seves idees i creences, basant-se en la figura mitològica de l'heroi explorador. Proporciona una interpretació dels models religiosos i mítics de la realitat presentats d'una manera compatible amb la comprensió científica moderna de com funciona el cervell. Segons Craig Lambert, en una de les seves publicacions a Harvard Magazine, el llibre sintetitza idees extretes de la mitologia, la religió, la literatura i la filosofia, així com d'investigació neuropsicològica en "la tradició clàssica i antiquada de les ciències socials".
L'objectiu principal de Peterson era examinar per què tant individus com a grups s'involucren en conflictes socials, buscant també dilucidar el mecanisme que els individus utilitzen per validar els seus sistemes de creences (és a dir, la seva identificació ideològica) que resulten moltes vegades en atrocitats patològiques com el camp de concentració d'Auschwitz, els gulags, o el genocidi de Ruanda. Explora els orígens del mal i també postula que fer una anàlisi de les diferents idees religioses del món podria permetre'ns entendre la nostra moralitat més essencial com a éssers humans, per així, poder desenvolupar un sistema moral universal.
Segons Peterson, hi ha una lluita entre el caos (característic del desconegut) i l'ordre (característica del que explorat i conegut). Els humans amb la seva capacitat de pensament abstracte també creen una territorialitat abstracta, és a dir, els sistemes de creences que "regulen les nostres emocions". Una amenaça potencial a una creença important desencadena reaccions emocionals que són potencialment seguides per intents patològics d'enfrontar el caos intern, i segons Peterson "la gent generalment prefereix que la guerra sigui una cosa externa, en lloc d'intern ... en lloc de reformular les nostres creences desafiades ". El principi entre aquestes dues forces naturals és el logos (consciència), i les figures heroiques són aquelles que donen forma a la cultura i la societat com a intermediaris entre aquestes.

### 12 Rules for Life: An Antidote to Chaos
El gener de 2018, Penguin Random House publicà el segon llibre de Peterson, 12 Rules for Life: An Antidote to Chaos. El treball conté principis ètics abstractes sobre la vida, en un estil més accessible que a Maps of Meaning. Per a promocionar el llibre, Peterson realitzà una gira mundial. Com a part de la gira, Peterson fou entrevistat per Cathy Newman a Channel 4 News. En poc temps, l'entrevista va rebre una atenció considerable i més de set milions de visites a YouTube. El llibre va arribar al número 1 en vendes de llibres a Amazon als Estats Units i el Canadà i el número quatre al Regne Unit. També va encapçalar altres llistes de vendes al Canadà, Estats Units i el Regne Unit.

### Beyond Order: 12 More Rules for Life
El novembre de 2020, Peterson anuncià el seu tercer llibre, Beyond Order: 12 More Rules for Life. El llibre es posarà a la venda el 2 de març de 2021.

## Llibres

### Com a autor
- Maps of Meaning: The Architecture of Belief.  Routledge, 1999. ISBN 0415922224.
- 12 Rules for Life: An Antidote to Chaos.  Penguin Random House, 2018. ISBN 0345816021. Traduït al català a:  12 regles per viure: un antídot contra el caos. Traducció: Alba Dedeu.  Columna. ISBN 9788466424370.
- Beyond Order: 12 More Rules for Life.  Penguin Random House, 2021. ISBN 9780593084649.

## Vegeu
- Intellectual dark web